# Aurel Panait
Aurel Silviu Panait (n. 27 august 1968) este un fotbalist român care a jucat la Petrolul Ploiești, Steaua București și la alte echipe din ligile inferioare germane.

## Titluri
Steaua București
- Liga 1: 1993-94, 1994-95, 1995-96
- Cupa României: 1991-1992, 1995–96
- Supercupa României: 1993-1994, 1994–95